# Муртазина, Миляуша Галеевна
Миляу́ша Галеевна Муртазина (баш. Миләүшә Ғәле ҡыҙы Мортазина; род. 27 мая 1926) — певица (сопрано), профессор УГИИ, Заслуженный деятель искусств РСФСР (1983), почётный гражданин Уфы.

## Биография
Родилась в 1926 году в селе Бакай, по данным журнала "Ватандаш" Кушнаренковского района Башкирской АССР, образованного только в 1930 году. После окончания школы работала в инструментальном цехе Уфимского агрегатного производственного объединения. На заводе участвовала в работе концертной бригады, в которую входили пианист, скрипач, чтец, гитарист и исполнители песен. С концертами она ездила по госпиталям, воинским частям. После окончания войны её без экзаменов приняли в авиационный институт в Уфе. Студенткой, она поступила учиться в Уральскую консерваторию.
В 1950 году окончила национальную студию при Уральской консерватории (кл. А. В. Новикова), в 1954 — Казанскую консерваторию (класс. А. Г. Цветовой). С того же года наряду с исполнительской деятельностью занялась педагогикой в Уфимском училище искусств.
С 1973 преподавала в Уфимском институте искусств (с 1980 зав. кафедрой сольного пения, с 1990 профессор).
М. Г. Муртазина является неизменным председателем жюри вокальных республиканских конкурсов, таких как «Дуслык моно», «Дебют», конкурса имени Г. Альмухаметова; член жюри XV и XVI Международного конкурса вокалистов имени М. И. Глинки; Северо-Кавказского конкурса вокалистов; международного конкурса вокалистов Италии (Сицилия-Алькамо).
Сын, Муртазин, Владислав Львович, музыкант, органист, народный артист РБ. Дочь, Лейла Шагиева, музыковед.

## Ученики
Учениками Муртазиной являются народный артист Российской Федерации Р. Гареев; заслуженные артисты Российской Федерации: И. Смаков, С. Галимова, Н. Аллаярова, С. Аскаров, И. Газиев, В. Белов, В. Храмов, В. Поляков, С. Волков, Н. Воробьева, И. Галеева; народные артисты Республики Башкортостан: А.Абдразаков, И.Абдразаков, Р. Кучуков, Х. Ижболдин, Ф. Нугуманова, B. Хызыров, Р. Башаров; заслуженные артисты Республики Башкортостан: З. Байбурина, М. Алкин, Ш. Хамадинуров, C. Мишурис и другие.
Её воспитанники завоевали 52 лауреатских места в международных, всероссийских, зональных и республиканских конкурсах вокалистов.

## Награды
Почетные грамоты Министерства культуры СССР, РСФСР и Башкортостана. B 1967 году Муртазина удостоена почетного звания «Заслуженный деятель искусств БАССР» . B 1970 году награждена медалью «За доблестный труд». B 1973 году ей присвоено почетное звание «Заслуженный работник культуры РСФСР», в 1983 году «Заслуженный деятель искусств РСФСР».
B 1987 году была награждена почетным знаком Министерства высшего образования СССР «За отличные успехи» и удостоена медали «Ветеран труда» (1983), награждена Почетной грамотой Республики Башкортостан. B мае 2004 года Миляуше Галиевне Муртазиной присвоено звание «Почетный гражданин города Уфы». В мае 2012 года была награждена государственной Медалью ордена «За заслуги перед Отечеством» II степени